# 京都嵐山美術館
京都嵐山美術館（きょうとあらしやまびじゅつかん）は、京都市右京区に存在した武家工芸美術品や大日本帝国陸軍、大日本帝国海軍に関する資料を展示した施設である。

## 概要
1975年前後に開館した。館内は武家美術史料展・太平洋戦史資料展に分けられ、日本の武具・刀剣類から漆器、第二次大戦までに使用された、航空機、砲、戦車、船舶、小火器、装具が収蔵された。
武家美術史料展には鎧、面頬、刀剣、なぎなた、槍、鍔、火縄銃、装具、采配、箱、和時計、小柄、馬具、捕り物用具などが収蔵された。また銃は試作四式自動小銃、一〇〇式機関短銃 、九七式自動砲 といった珍しい火器まで展示された。
開館当初は兵器に直接手に触れることができたほか、戦闘機のコクピットに座ることができたが、劣悪な管理状況から、戦闘機の部品や戦車のパーツが来訪者に盗まれる事件が相次いで起きた。
当時飛行可能だった四式戦闘機疾風も、部品の盗難、露天展示による劣化により飛行不能となった。疾風を日本人実業家に売り渡した当事者である私設航空博物館のドン・ライキンスはこの状況を聞いて深く後悔しており、本機の復元を行ったマロニー航空博物館（現プレーンズ・オブ・フェイム航空博物館）も「他の機体数機との交換で良いので還して欲しい」とコメントした。
所有者の死去と京都市の区画整理に敷地建物が該当したため1991年12月7日に閉館し、展示品の多くは和歌山県白浜町へ移された。しかし武家美術史料や兵器の一部は古美術界やマニアに流出した他、国内唯一だった大発動艇は破棄され、三式戦闘機飛燕の残骸も所在がわからなくなった。

## 主な収蔵品
- 四式戦闘機 疾風 I型甲 - 実物。世界で唯一原型を留めた機体。フィリピンの戦いにおいて、アメリカ軍に鹵獲された経歴を持つ第一線からの里帰り機。現在は知覧特攻平和会館で屋内展示されている。
- 三式戦闘機 飛燕 - 高知県沖の海中から引き上げられた機体が胴体前部と主翼桁のみと言う不完全な状態のものが展示された。閉館後、所在不明。
- 大発動艇 - 当時、唯一国内に現存している実物だった。閉館後に破棄したとされる。
- 零式艦上戦闘機六二型 - 実物。終戦間際に琵琶湖へ不時着水し湖底に沈んでいた機体を1978年（昭和53年）に引き上げて復元したもので、2002年（平成14年）までは零パークに展示された。2005年からは呉市海事歴史科学館(愛称：大和ミュージアム)が展示を開始した。
- 九五式軽戦車 - かつてポナペ島に2輌あったものが日本に送られ、うち1輌を取得したもの。博物館の閉鎖に伴い車輌は英国の個人に売却され、ダックスフォード帝国戦争博物館での展示に向けてポーランドでレストア中であったが、2019年にNPO法人｢防衛技術博物館を創る会｣により、クラウドファンティングにて里帰りプロジェクトを行い、同法人への所有権移転およびレストアを達成した。同年6月にイギリスの｢ボービントン戦車博物館｣で走行した姿をお披露目された。将来的に日本への里帰りを行う予定。
- 九五式野砲
- 一式機動四十七粍速射砲
- 特殊潜航艇 海龍 -閉館後、零式戦闘機六二型と同じく2002年（平成14年）までは零パークに展示されていたが、2005年からは呉市海事歴史科学館(愛称：大和ミュージアム)によって、復元可能な部分を修理され展示されている。
- 震洋
- 回天
- 戦艦陸奥の主砲、副砲、舵、主錨 - 2018年4月現在、呉市海事歴史科学館(愛称：大和ミュージアム）の入口横にて屋外展示中。